# Выбрасывание китообразных на берег

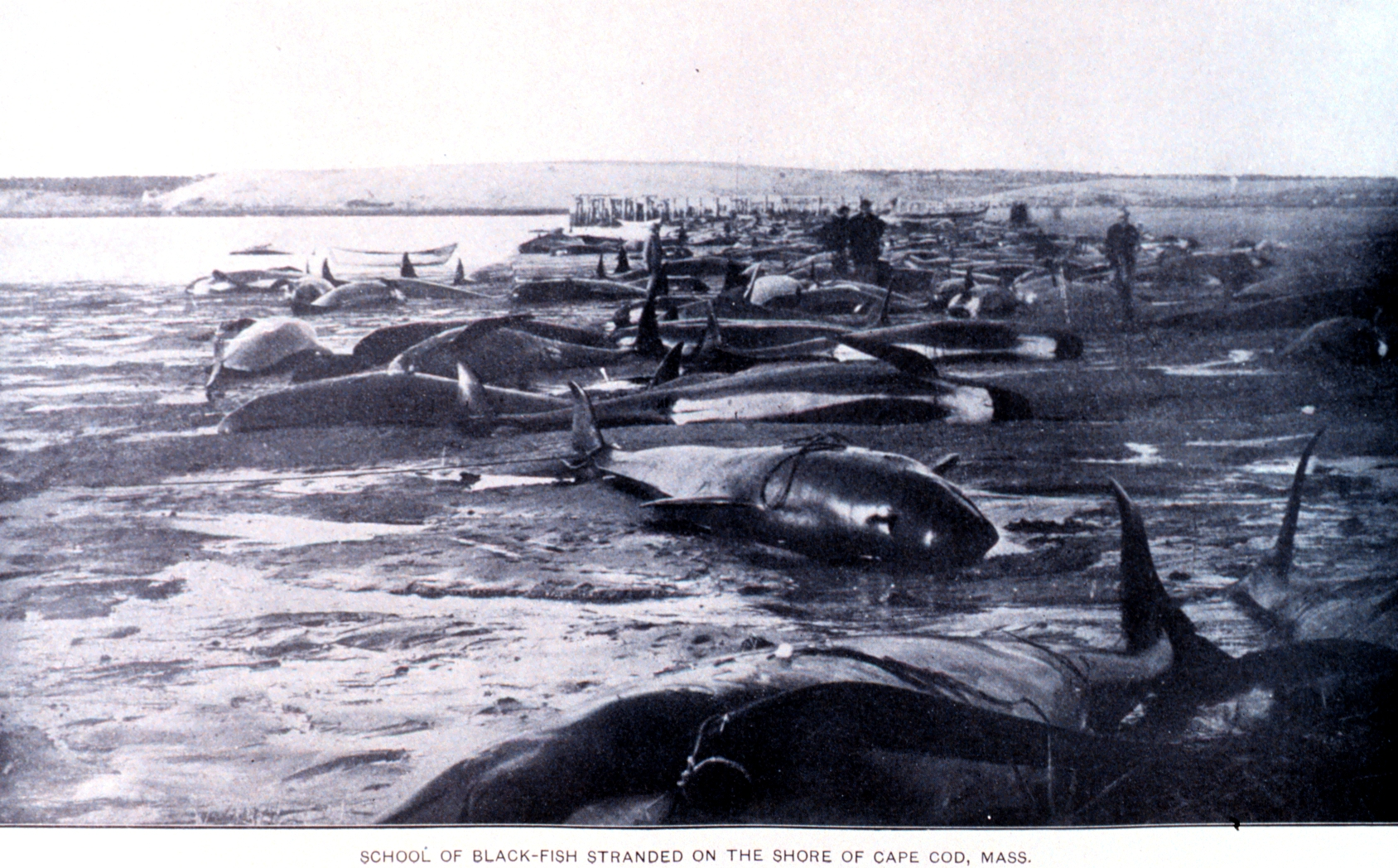
Выбросившиеся на берег Кейп-Кода гринды, 1902 год

Китообразные иногда выбрасываются на берег (как правило — на пляжи), погибая затем от обезвоживания или разрушения тела под тяжестью собственного веса. Ежегодно на берег выбрасывается более 2000 китов.

## Причины
Существует несколько теорий, пытающихся объяснить это явление. К числу общих теорий относятся: 
шумовое загрязнение океана (в том числе сонарами), которое травмирует органы слуха и эхолокации, что доказано в части случаев; 
паника вследствие нападения хищников (например, косаток); 
слишком близкая к побережью охота[уточнить] на кальмаров и рыбу; 
слабость в связи с преклонным возрастом, плохое распознавание органами эхолокации неявной береговой линии; 
сокращение пищевых ресурсов вследствие колебаний толщины льда в Арктике и некоторые другие, однако ни одна из них не признана в качестве универсальной. 
В отношении зубатых китов была выдвинута теория сильной социальной сплочённости: если один кит попадает в обстоятельства, вынуждающие его выброситься на берег, то остальные якобы следуют за ним и тоже выбрасываются.

## Известные случаи
см. Список случаев выбрасывания китов
- сентябрь 2022 — 230 китов  — Австралия, Тасмания[9]
- 24 дек 2020 — 10 ед. — Великобритания, Уитернси (Восточный Йоркшир)
- 2020 — 500 дельфинов — Австралия, Тасмания
- 12 сен 2011 — 20 ед. — Австралия, Ocean Beach and Macquarie Harbour, Strahan (Тасмания)
- 23 янв 2009  — 50 ед. — Австралия, Perkins Island, Тасмания

## Видео
- Выбрасывание синего кита на берег в Канаде (видео на YouTube)